# Jon Dough
Jon Dough, pseudonimo di Chester Anuszak (Lancaster, 12 novembre 1962 – Los Angeles, 27 agosto 2006), è stato un attore pornografico statunitense.

## Biografia
Crebbe nella città del mulino d'acciaio nella Pennsylvania occidentale. All'età di 8 anni, lui e suo fratello più piccolo subirono abusi sessuali da parte del fidanzato della madre. All'età di 15 anni, fu mandato a vivere con un ricco zio e frequentò l'Albright College a Reading, Pennsylvania, laureandosi in biologia nel 1985. Dal 1989 al 1994 fu sposato con la pornoattrice olandese Deidre Holland, poi sposò la pornoattrice Monique DeMoan, con cui ebbe una figlia.

### Morte
Dough morì il 27 agosto 2006, a Chatsworth, California per suicidio mediante impiccamento. Il suo corpo fu ritrovato dalla moglie Monique DeMoan.

## Filmografia

### Attore
- Cumshot Revue 2 (1985)
- Lover Girls (1985)
- Backdoor to Hollywood 3 (1986)
- Transaction (1986)
- Club Bed (1987)
- Restless Passion (1987)
- Young and Innocent (1987)
- A.S.S. (1988)
- All for One (1988)
- Anal Pleasures (1988)
- Angela Takes A Dare (1988)
- Backdoor to Hollywood 4 (1988)
- Batteries Included (1988)
- Bionca On Fire (1988)
- Blue Cabaret (1988)
- Breast Stroke (1988)
- Cat Scratch Fever (1988)
- Caught from Behind 9 (1988)
- Conflict (1988)
- Dancing Angels (1988)
- Days of Our Wives (1988)
- Debbie Does Dallas 4 (1988)
- Double Trouble (1988)
- Dr. Feelgood (1988)
- Eye of the Tigress (1988)
- Facial Attraction (1988)
- Fantasy Girls (1988)
- Fatal Erection (1988)
- Fireball (1988)
- Foxy Lady 11 (1988)
- Foxy Lady 12 (1988)
- From Kascha With Love (1988)
- Girls of Double D 6 (1988)
- Godmother (1988)
- Great Sex Contest (1988)
- Hot Summer Nights (II) (1988)
- Introducing Kascha (1988)
- Kascha and Friends (1988)
- Kascha's Blues (1988)
- Kinky Vision 2 (1988)
- Loose Ends 4 (1988)
- Loose Ends 5 (1988)
- Lust In Bloom (1988)
- Mandii's Magic (1988)
- Matched Pairs (1988)
- Moonstroked (1988)
- Nasty Dancing (1988)
- Only in Your Dreams (1988)
- Only the Strong Survive (1988)
- Over Exposed (1988)
- Party Wives (1988)
- Pool Party (1988)
- Scent Of Samantha (1988)
- Sound F/X (1988)
- Star Cuts 128: Tawni Lee (1988)
- Surfside Sex (1988)
- Sweet Addiction (1988)
- Washington Affairs (1988)
- Weekend In Fist Fuck Land (1988)
- All American Girl (1989)
- Anal Intruder 3 (1989)
- Anal Intruder 4 (1989)
- Army Brat 2 (1989)
- Aussie Vice (1989)
- Back On Top (1989)
- Beach Blanket Brat (1989)
- Beefeaters (1989)
- Behind You All The Way (1989)
- Berlin Caper (1989)
- Best Body In Town (1989)
- Best of Loose Ends (1989)
- Breathless (1989)
- Bushwhackers (1989)
- Caught from Behind 10 (1989)
- Clinique (1989)
- Contessa (1989)
- Cum Rain Cum Shine (1989)
- Cumshot Revue 5 (1989)
- Debbie Class Of 89 (1989)
- Deep Throat 3 (1989)
- Devil in Barbara Dare (1989)
- Dick Tracer (1989)
- Dirty Dancing (1989)
- Easy Way Out (1989)
- Erotic Starlets 50: Ebony Ayes (1989)
- Erotic Starlets 53: Samantha Strong (1989)
- Fantasy Girls (1989)
- Fat Ends (1989)
- Full Metal Bikini (1989)
- Girl With The Blue Jeans Off (1989)
- Girls of Double D 10 (1989)
- Girls of Double D 11 (1989)
- Girls of Double D 7 (1989)
- Girls of Double D 8 (1989)
- Girls of the Bamboo Palace (1989)
- Handle With Care (1989)
- Hawaii Vice 7 (1989)
- Hawaii Vice 8 (1989)
- Head Lock (1989)
- Heartbreaker (1989)
- Holly Does Hollywood 3 (1989)
- Hometown Honeys 3 (1989)
- I Do (1989)
- Illicit Affairs (1989)
- Jaded (1989)
- Joined (1989)
- Joys Of Sec's (1989)
- Kascha's Days And Nights (1989)
- Kisses Don't Lie (1989)
- Last Rumba in Paris (1989)
- Love Nest (1989)
- Mad Love (1989)
- Making Charli (1989)
- Masterpiece (1989)
- Mischief In The Mansion (1989)
- More Than Friends (1989)
- Mystic Pieces (1989)
- Naughty Neighbors (1989)
- No More Mr. Nice Guy (1989)
- One Wife To Give (1989)
- Parting Shots (1989)
- Perfect Brat (1989)
- Phone Sex Girls Australia (1989)
- Play Me (1989)
- Pleasure is My Business (1989)
- Red Baron (1989)
- Red Hot Fire Girls (1989)
- Separated (1989)
- Sex Crazy (1989)
- Sexual Fantasies (1989)
- She's America's Most Wanted (1989)
- Sorority Pink 1 (1989)
- Sorority Pink 2 (1989)
- Swedish Erotica Featurettes 3 (1989)
- Temptations (1989)
- Triangle (1989)
- True Blue (1989)
- True Confessions Of Hyapatia Lee (1989)
- True Confessions Of Tori Welles (1989)
- Twenty Something 3 (1989)
- Undercover Angel (1989)
- Uniform Behavior (1989)
- Wet Fingers (1989)
- Who Framed Ginger Grant (1989)
- Who Reamed Rosie Rabbit 1 (1989)
- Who Shaved Trinity Loren (1989)
- Wild Oats (1989)
- X Dreams (1989)
- Amazing Tails 5 (1990)
- Another Secret (1990)
- As The Spirit Moves You (1990)
- Australian Connection (1990)
- Backdoor to Hollywood 9 (1990)
- Beat the Heat (1990)
- Beauty and the Beast 2 (1990)
- Behind Blue Eyes 3 (1990)
- Behind Closed Doors (1990)
- Best of Kelly Blue (1990)
- Big (1990)
- Big Melons 27 (1990)
- Blackman and Anal Woman (1990)
- Buttman's Bend Over Babes 1 (1990)
- Buttwoman 1 (1990)
- Deep Inside Charli (1990)
- Desire (1990)
- Diamond Collection Double X 45 (1990)
- Diedra in Danger (1990)
- Dirty Lingerie (1990)
- Door To Door (1990)
- Double Jeopardy (1990)
- Double Take (1990)
- Earthquake Girls (1990)
- Erotic Games (1990)
- Executive Suites (1990)
- Family Affairs (1990)
- Famous Anus (1990)
- Fantasy Nights (1990)
- Forced Love (1990)
- Girls of the Night (1990)
- Good Time Charli (1990)
- Hard Sell (1990)
- Haunted Passions (1990)
- Heat of the Moment (1990)
- Images Of Desire (1990)
- Juggernaut (1990)
- Kiss My Grits (1990)
- Laze (1990)
- Licensed To Thrill (1990)
- Lifeguard (1990)
- Live Bait (1990)
- Lottery (1990)
- Love Shack (1990)
- Lover's Trance (1990)
- Lusty Dusty (1990)
- Madame X (1990)
- Monaco Falcon (1990)
- New Barbarians (1990)
- The New Barbarians 2 (1990)
- Night Trips 2 (1990)
- Oh What A Night (1990)
- Paris by Night (1990)
- Performance (1990)
- Play School (1990)
- Pyromaniac (1990)
- Queen of Double Penetration 1 (1990)
- Rainwoman 2 (1990)
- Rainwoman 3 (1990)
- Raunch 1 (1990)
- Raunch 2 (1990)
- Ravaged (1990)
- Rear Burner (1990)
- Rockin' the Boat (1990)
- Sam's Fantasy (1990)
- Secrets (1990)
- Sex Toy (1990)
- Sexy Country Girl (1990)
- Shadow Dancers 1 (1990)
- Shadow Dancers 2 (1990)
- Silver Tongue (1990)
- St. Tropez Lust (1990)
- Stars Who Do Deep Throat (1990)
- Swedish Erotica Featurettes 5 (1990)
- Sweet Miss Fortune (1990)
- Sweet Seduction (1990)
- Sweet Tease (1990)
- Swinger's Ink (1990)
- Taste of Barbii (1990)
- Taste of Ebony (1990)
- This Year's Blonde (1990)
- Torch (1990)
- Touch Of Gold (1990)
- Trick Tracy 1 (1990)
- Trick Tracy 2 (1990)
- Veil (1990)
- Where The Sun Never Shines (1990)
- Whole Diamond (1990)
- Adventures of Mikki Finn (1991)
- All Inside Eva (1991)
- All Night Long (II) (1991)
- Alone And Dripping (1991)
- Anal Carnival (1991)
- Anal Climax 2 (1991)
- Anal Fury (1991)
- Anal Innocence 1 (1991)
- Best of Alice Springs 1 (1991)
- Best of Buttman 1 (1991)
- Blue Fox (1991)
- Body Heat (1991)
- Brandy And Alexander (1991)
- Breasts and Beyond 1 (1991)
- Breasts and Beyond 2 (1991)
- City of Sin 1 (1991)
- Crossing Over (1991)
- Deception (1991)
- Deep Inside Samantha Strong (1991)
- Deep Inside Victoria Paris (1991)
- Denim (1991)
- Edward Penishands (1991)
- Erotic Explosions 21 (1991)
- Everything Butt 2 (1991)
- Evil Woman (1991)
- Foreign Affairs (1991)
- French ConneXXXion (1991)
- Gere Up (1991)
- Giochi di Coppia (1991)
- Girls of Silicon Valley (1991)
- Good Vibrations 2 (1991)
- Hate To See You Go (1991)
- Hot Licks (1991)
- Hothouse Rose 1 (1991)
- Hyapatia Lee's Best Boy/Girl Scenes (1991)
- I Do 3 (1991)
- I'm No Brat (1991)
- Imagine (1991)
- Introducing Tracey Wynn (1991)
- Just For The Hell Of It (1991)
- Killer Looks (1991)
- Luna Park dell'amore (1991)
- Maddams Family (1991)
- Malibu Spice (1991)
- Malizie della Marchesa (1991)
- On Trial 1: In Defense of Savannah (1991)
- Passages 3 (1991)
- Passages 4 (1991)
- Perfect Pair (1991)
- Private Affairs 1 (1991)
- Private Affairs 2 (1991)
- Private Fantasies 1 (1991)
- Pro Ball (1991)
- Racquel In Paradise (1991)
- Racquel's Addiction (1991)
- Raunch 4 (1991)
- Rebel (1991)
- Scented Secrets (1991)
- Sex Bi Lex (1991)
- Sex Pistol (1991)
- Shameless (1991)
- Shanna's Final Fling (1991)
- Sins of Tami Monroe (1991)
- Sittin' Pretty (1991)
- Sleeping Around (1991)
- Some Like it Big (1991)
- Starlet (1991)
- Sterling Silver (1991)
- Tango 'n Gash (1991)
- Torch 2 (1991)
- Twin Peeks (1991)
- Vision In Heather (1991)
- We're No Angels (1991)
- Wild At Heart (1991)
- X-factor 2 (1991)
- Adult Video News Awards 1992 (1992)
- Amiche del Cazzo (1992)
- Anal Delights 1 (1992)
- Anal Delights 2 (1992)
- Anal Thrills (1992)
- Anniversary (1992)
- Best of Raunch (1992)
- Betrayal (1992)
- Better Sex Video Series 1 (1992)
- Beverly Hills 90269 (1992)
- Black By Popular Demand (1992)
- Busted (1992)
- Chameleons (1992)
- Christy in the Wild (1992)
- Deep Inside Jeanna Fine (1992)
- Double Crossings (1992)
- Double Trouble (new) (1992)
- Dripping with Desire (1992)
- Euro Flesh 13: Sins of Moana (1992)
- Euroflesh 3 - Whores On Fire (1992)
- Folle Desiderio Anale (1992)
- Franky And Joannie (1992)
- Gerein' Up (1992)
- Hidden Obsessions (1992)
- Hot Shots (1992)
- Hot Sweet And Sticky (1992)
- Hothouse Rose 2 (1992)
- I Miei caldi umori (1992)
- I sogni osceni di Angelica (1992)
- I'm Too Sexy (1992)
- Intimita Anale (1992)
- Just For Tonight (1992)
- Kinky Roommates (1992)
- Legacy Of Love (1992)
- Little Big Dong (1992)
- Little Nookie (1992)
- Main Street U.S.A. (1992)
- Matched Pairs (new) (1992)
- Mind Trips (1992)
- On Trial 2 (1992)
- Only the Very Best on Video (1992)
- Party (1992)
- Phoenix (1992)
- Phoenix Rising (1992)
- Poor Little Rich Girl (1992)
- Princess Orgasma And The Magic Bed (1992)
- Private Affairs 6 (1992)
- Private Fantasies 8 (1992)
- Pussy Called Wanda (1992)
- Queen Of Hearts 3 (1992)
- Racquel In The Wild (1992)
- Raquel Released (1992)
- Ride 'em Hard (1992)
- Rocco's Euroflesh 10 - Rome After Dark (1992)
- Sarah Young Collection 6 (1992)
- Screamer (1992)
- Seduction of Mary (1992)
- Sex Under Glass (1992)
- Sexual Instinct (1992)
- Sfondata e Bagnata (1992)
- She's America's Most Wanted (new) (1992)
- Sin City (1992)
- Sittin' Pretty 2 (1992)
- Smeers (1992)
- Sodoma Piaceri Proibiti (1992)
- Sorority Sex Kittens 2 (1992)
- Star Spangled Banger (1992)
- Street Angels (1992)
- Student Nurses (1992)
- Sweet as Honey (1992)
- Tailiens (1992)
- Three Musketeers 1 (1992)
- Three Musketeers 2 (1992)
- Visioni Orgasmiche (1992)
- Wanderlust (1992)
- Wet Sex 1 (1992)
- Wet Sex 2 (1992)
- White Chicks Can't Hump (1992)
- Wishful Thinking (1992)
- 9 1/2 Days 3 (1993)
- 9 1/2 Days 4 (1993)
- Affairs of the Heart (1993)
- Anal Woman 2 (1993)
- Babe Patrol (1993)
- Bashful Blonde From Beautiful Bendover (1993)
- Beaverly Hillbillies (1993)
- Best of Andrew Blake (1993)
- Best of Bloopers (1993)
- Best of Teri Weigel 1 (1993)
- Bigger They Come (1993)
- Bi-sexual Experience (1993)
- Boob Tube (1993)
- Breastman Does The Twin Towers (1993)
- Breastman's Ultimate Orgy (1993)
- Camera Shy (1993)
- Careless (1993)
- Cat and Mouse 2 (1993)
- Cheerleader Nurses (1993)
- County Line (1993)
- D.P. Women (1993)
- Day Dreams (1993)
- Deep Inside Deidre Holland (1993)
- Deep Inside Victoria Paris (1993)
- Deep Throat 6 (1993)
- Diamond Collection Double X 70 (1993)
- Diamond Collection Double X 74 (1993)
- Diamond Collection Double X 77 (1993)
- Diary of a Pornstar (1993)
- Double Load 2 (1993)
- Dr. Butts 3 (1993)
- Endangered (1993)
- Environmental Attorney (1993)
- Everybody's Playmate (1993)
- Executive Suites (1993)
- Fingers (1993)
- Full Metal Bikini (new) (1993)
- Full Throttle Girls 1 (1993)
- Good The Bad And The Snuggly (1993)
- Haunting Dreams 1 (1993)
- Haunting Dreams 2 (1993)
- Head First (1993)
- Hollywood Scandal (1993)
- Hunger (1993)
- Hungry (1993)
- Hungry 2: Night Feast (1993)
- Jet Stream (1993)
- Jezebel 1 (1993)
- Jezebel 2 (1993)
- Ladykiller (1993)
- Leena Meets Frankenstein (1993)
- Lethal Lolita (1993)
- Lover Girls (new) (1993)
- Magic Box (1993)
- Mask (1993)
- New Wave Hookers 3 (1993)
- Night And Day 1 (1993)
- Night And Day 2 (1993)
- Nightvision (1993)
- Ninja CPA (1993)
- Paul Norman's Nastiest: Orgies (1993)
- Poetry of the Flesh (1993)
- Poor Little Rich Girl 2 (1993)
- Private Love Affair (1993)
- Pussy Called Wanda 2 (1993)
- Pussyman 3 (1993)
- Pussyman 4 (1993)
- Rhapsody (1993)
- Rising Buns (1993)
- Sarah Young's Private Fantasies 21 (1993)
- Sarah Young's Sexy Secrets 3 (1993)
- Selen the Perfect Lover (1993)
- Serpent's Dream (1993)
- Sexmares 1 (1993)
- Snakedance (1993)
- Sodomania 3 (1993)
- Sodomania 6 (1993)
- Sorority Sex Kittens 1 (1993)
- Starbangers 3 (1993)
- Stick It in the Rear 2 (1993)
- Surrogate Lover (1993)
- Things Change 1 (1993)
- Things Change 2 (1993)
- Twin Action (1993)
- Unrefined (1993)
- Adult Video News Awards 1994 (1994)
- Anal Asian 2 (1994)
- Anal Blues (1994)
- Anal Breakdown (1994)
- Anal Hunger (1994)
- Anal Justice (1994)
- Anal Plaything 1 (1994)
- Anal Spitfire (1994)
- Anal Summer (1994)
- Babewatch 1 (1994)
- Babewatch 2 (1994)
- Bad Girls 2: Strip Search (1994)
- Bad Habits (1994)
- Badlands 1 (1994)
- Badlands 2: Back into Hell (1994)
- Bare Truth (1994)
- Bella di notte (1994)
- Best of Dr. Butts (1994)
- Best of Oriental Anal 1 (1994)
- Big Town (1994)
- Blonde Angel (1994)
- Blue Bayou (1994)
- Booty Mistress (1994)
- Breastman Back in Breastland (1994)
- Fighette in bicicletta (Butt Banged Bicycle Babes, 1994)
- Climax 2000 (1994)
- Climax 2000 2: Revenge of the Phantom (1994)
- Confessions Of A Slutty Nurse (1994)
- Costa Rica Getaway (1994)
- Costa Rica Studies (1994)
- Dead Aim (1994)
- Deep Inside Deidre Holland (1994)
- Deep Throat Girls 7 (1994)
- Demolition Woman 1 (1994)
- DeSade (1994)
- Desert Moon (1994)
- Dog Walker (1994)
- DP2 The Mighty Phucks (1994)
- Everything is Not Relative (1994)
- Extreme Sex 2: The Dungeon (1994)
- Face (1994)
- Fleshmates (1994)
- French Doll (1994)
- Gang Bang Face Bath 3 (1994)
- Gang Bang Nymphette (1994)
- Gang Bang Wild Style 2 (1994)
- Gangbang Girl 13 (1994)
- Girl In Room 69 (1994)
- Girls with Curves 2 (1994)
- Heat Waves (1994)
- Hootermania (1994)
- Hot Property (1994)
- In the Bush (1994)
- In the Butt (1994)
- Kelly Jaye Close Up (1994)
- La Clinica delle Ispezioni Anali (1994)
- Let's Party (1994)
- Little Miss Anal (1994)
- Misfits (1994)
- Miss Nude International (1994)
- Mountie (1994)
- Nasty Nymphos 5 (1994)
- Nasty Nymphos 6 (1994)
- Never Say Never (1994)
- Never Say Never...Again (1994)
- New Wave Hookers 4 (1994)
- Norma Jeane Anal Legend (1994)
- Nurse Tails (1994)
- Pajama Party X 1 (1994)
- Pajama Party X 3 (1994)
- Price Was Right (1994)
- Reality And Fantasy (1994)
- Return of the Cheerleader Nurses (1994)
- Return of the Cheerleader Nurses (new) (1994)
- Revenge of Bonnie and Clyde (1994)
- Satin And Lace (1994)
- Secret Diary (1994)
- Secrets of Bonnie and Clyde (1994)
- Sensual Recluse (1994)
- Sex 1 (1994)
- Sex Circus (1994)
- Sexual Healing (1994)
- Silky Thighs (1994)
- Sloppy Seconds (1994)
- Sodomania 9 (1994)
- Sodomania: Baddest of the Best (1994)
- Stiff Competition 2 (1994)
- Strippers Inc. (1994)
- Submission (1994)
- Super Vixens 5 (1994)
- Swallow (1994)
- Swap 2 (1994)
- Sweet Tease (new) (1994)
- Takin' It To The Limit 2 (1994)
- Tantric Guide To Sexual Potency (1994)
- Thief (1994)
- Totally Naked (1994)
- Truck Stop Angel (1994)
- UFO Tracker (1994)
- Vagablonde (1994)
- Voyeur 2 (1994)
- Wild Roomies (1994)
- Wild Things 4 (1994)
- Witness for the Penetration (1994)
- Anal Addict (1995)
- Anal Adventures of Bruce Seven (1995)
- Anal Centerfold (1995)
- Anal Deep Rider (1995)
- Anal Delinquent 3 (1995)
- Anal Innocence 3 (1995)
- Anal Insatiable (1995)
- Anal Lover 3 (1995)
- Anal Plaything 2 (1995)
- Anal Senorita 2 (1995)
- Anal Sweetheart (1995)
- Anal Tight Ass (1995)
- Anal Trashy Ass (1995)
- Angel Eyes (1995)
- Angels in Flight (1995)
- Apocalypse Climax 1 (1995)
- Apocalypse Climax 2 (1995)
- Arrowhead (1995)
- Asian Fuck Sluts 2 (1995)
- Attitude (1995)
- Babe Watch 2 (1995)
- Babenet (1995)
- Babewatch 4 (1995)
- Bed And Breakfast (1995)
- Best Butt in the West 2 (1995)
- Booty Ho 3 (1995)
- Booty Queen (1995)
- Bun Masters (1995)
- Butt Banged Cycle Sluts (1995)
- Butt Detective (1995)
- Chasey Revealed (1995)
- Clockwork Orgy (1995)
- Cry Baby (1995)
- Deep Cheeks 5 (1995)
- Deep Inside Crystal Wilder (1995)
- Deep Inside P.J. Sparxx (1995)
- Der Champion (1995)
- Devil in Miss Jones 5 (1995)
- Dinner Party (1995)
- Dirty Laundry 2 (1995)
- Dirty Stories 1 (1995)
- Dirty Stories 2 (1995)
- Dirty Stories 3 (1995)
- Doll House (1995)
- Dream Lover (1995)
- Ebony Princess (1995)
- Ernie's ResErection (1995)
- Erotic Appetites (1995)
- Every Woman Has A Fantasy 3 (1995)
- Fantasy Du Jour (1995)
- Fever Pitch (1995)
- Firm Offer (1995)
- Fresh Meat 1 (1995)
- Gangbang Girl 15 (1995)
- Ghosts (1995)
- Great American Boobs To Kill For Dance Contest (1995)
- Hard Squeeze (1995)
- Heartbeat (1995)
- Heavenly Yours (1995)
- Hot Weekend At Ernies (1995)
- Initiation (1995)
- Intense Perversions 1 (1995)
- Invitation To The Blues (1995)
- Kink 1 (1995)
- Kissing Fields (1995)
- Latex (1995)
- Little Red Riding Hood (1995)
- Lonely Hearts (1995)
- Lustfully Yours (1995)
- Make Me Watch (1995)
- Mind Games (II) (1995)
- Mixed-up Marriage (1995)
- Nasty Dreams (1995)
- Nasty Nymphos 10 (1995)
- Nasty Nymphos 9 (1995)
- National Pastime (1995)
- Night Nurses (1995)
- Night Of Seduction (1995)
- Night Walk: A Bedtime Story (1995)
- Nurses Are Cumming 2 (1995)
- Oh! Zone (1995)
- Outcall Outlaw (1995)
- Overtime 4: Oral Hijinx (1995)
- Paradise Found (1995)
- Paradise Lost (1995)
- Private Stories 1 (1995)
- Private Stories 2 (1995)
- Private Video Magazine 26 (1995)
- Pubic Access (1995)
- Pussyman 11 (1995)
- Pussyman 12 (1995)
- Pussyman 8 (1995)
- Pussywoman 3 (1995)
- Ruthless Affairs (1995)
- Rx For A Gang Bang (1995)
- Secret Diary Chapter 2 (1995)
- Sex 2 Fate (1995)
- Sex 4 Life (1995)
- Sex Lives of Clowns (1995)
- Simply Kia (1995)
- Sister Snatch 2 (1995)
- Sodomania 12 (1995)
- Sodomania 15 (1995)
- Sodomania and Then Some: A Compendium (1995)
- Star Attraction (1995)
- Strippers Inc. 2 (1995)
- Strippers Inc. 3 (1995)
- Strippers Inc. 4 (1995)
- Superstars of Porn 3: Britt Morgan Takes It on the Chin (1995)
- Taboo 14 (1995)
- Titty City (1995)
- Tricky Business (1995)
- Triple X 1 (1995)
- Triple X 2 (1995)
- Triple X 4 (1995)
- Two Sides of a Lady (1995)
- Unplugged (1995)
- Up And Cummers 18 (1995)
- Venom (1995)
- Visions 2 (1995)
- Voyeur 3 (1995)
- Voyeur 4 (1995)
- White Boys and Black Bitches (1995)
- Wicked One (1995)
- World Sex Tour 3 (1995)
- Young Nurses in Lust (1995)
- Adult Video News Awards 1996 (1996)
- Ancient Secrets of the Kama Sutra (1996)
- Best Gang Bangs (1996)
- Bikini Beach 4 (1996)
- Bikini Beach 5 (1996)
- Bobby Sox (1996)
- Bound For Pleasure (1996)
- Butt Motors (1996)
- Buttman's European Vacation 3 (1996)
- Buttman's Orgies (1996)
- Captive (1996)
- Caught Looking (1996)
- Chasey Saves The World (1996)
- Cum Sucking Whore Named Francesca (1996)
- Cyberanal (1996)
- Deep Inside Brittany O'Connell (1996)
- Deep Inside Kaithlyn Ashley (1996)
- Deep Inside Misty Rain (1996)
- Dirty Stories 4 (1996)
- Dirty Stories 5 (1996)
- Double Header (1996)
- Explicit Ecstasy (1996)
- Fresh Meat 3 (1996)
- Freshness Counts 1 (1996)
- Hard Feelings (1996)
- Head Trip (1996)
- In Cold Sweat (1996)
- Inner City Black Cheerleader Search 2 (1996)
- Inner City Black Cheerleader Search 3 (1996)
- Internal Affairs (1996)
- Interview With A Milkman (1996)
- Janine: Extreme Close Up (1996)
- Joey Silvera's Fashion Sluts 8 (1996)
- Last Act (1996)
- Lethal Affairs (1996)
- Luna Chick (1996)
- Mindset (1996)
- Nasty Nymphos 12 (1996)
- Nasty Nymphos 14 (1996)
- Nasty Nymphos 15 (1996)
- Nice Girls Need Love Too (1996)
- Nikki Loves Rocco (1996)
- Ona's Awesome Anals (1996)
- Ona's Doll House 6 (1996)
- Out of Control (1996)
- Playtime (1996)
- Prague By Night 1 (1996)
- Prague By Night 2 (1996)
- Pussyman Auditions 21 (1996)
- Raw Footage (1996)
- Red Hot Lover (1996)
- Seriously Anal (1996)
- Shock: Latex 2 (1996)
- Sleepover (1996)
- Smells Like... Sex (1996)
- Sodomania Smokin' Sextions 1 (1996)
- Stardust 1 (1996)
- Stardust 2 (1996)
- Stardust 3 (1996)
- Stardust 8 (1996)
- Stiff (1996)
- Takin' It To The Limit 7 (1996)
- Three Hearts (1996)
- Torrid Tales (1996)
- Ultimate Fantasy (1996)
- Venom 3 (1996)
- Vivid's Bloopers And Boners (1996)
- Wendy Has Whoppers (1996)
- World Sex Tour 4 (1996)
- World Sex Tour 5 (1996)
- American Dream Girls 21 (1997)
- Ancient Asian Sex Secrets (1997)
- Bad Wives 1 (1997)
- Beautiful (1997)
- Best Friends (1997)
- Big Island Blues (1997)
- Butt Row Swallowed (1997)
- Censored (1997)
- Control (1997)
- Cream On 1 (1997)
- Domination Nation 1 (1997)
- Domination Nation 2 (1997)
- Euro Flesh 4 (1997)
- Jenteal: Extreme Close Up 2 (1997)
- Lotus (1997)
- Mission Erotica (1997)
- Nasty Nymphos 17 (1997)
- Nasty Nymphos 18 (1997)
- Nikki Tyler, PI (1997)
- Other Side of Shawnee (1997)
- Pierced Shaved And Anal (1997)
- Play Thing 2 (1997)
- Pussyman 16 (1997)
- Show 2 (1997)
- Sin-a-matic (1997)
- Sin-a-matic 3 (1997)
- Sodomania: Slop Shots 1 (1997)
- Stardust 10 (1997)
- Stardust 11 (1997)
- Stardust 7 (1997)
- Stardust 9 (1997)
- Sweet Innocence (1997)
- Tattle Tales (1997)
- Thirty One Girl Pickup (1997)
- Tight Squeeze (1997)
- Victim Of Love (1997)
- ViXXXen (1997)
- Wishbone (1997)
- Working Women (1997)
- World's Luckiest Man (1997)
- Zone (1997)
- Bad Girls 10: In the Cage (1998)
- Camera Shy (1998)
- Debbie Does Dallas '99 (1998)
- Debbie Does Dallas: The Next Generation (1998)
- Deception (1998)
- Hawaiian Blast (1998)
- House of Sleeping Beauties 3 (1998)
- Hustler Love Letters 2 (1998)
- My Secret Life (1998)
- Night Hunger (1998)
- Open Wide (1998)
- Recipe For Sex (1998)
- Shane Superstar (1998)
- Shipwreck (1998)
- Sin-a-matic 4 (1998)
- Stardust 12 (1998)
- Tangled Web (1998)
- Tropic Of Eros (1998)
- Wack 'em (1998)
- Arcade (1999)
- Asianatrix 2 (1999)
- Complete Kobe (1999)
- Cornhole Armageddon (1999)
- Deep in the Canyon (1999)
- Dirty Little Sex Brats 7 (1999)
- Down the Hatch 1 (1999)
- Down the Hatch 2 (1999)
- Eternal Excesses (1999)
- Extreme Monique (1999)
- First Impulse (1999)
- Fuck 'em All 2 (1999)
- Fuck Pigs 2 (1999)
- Gangbang Auditions 4 (1999)
- House of Whores 2 (1999)
- Internal Affairs 2 (1999)
- Joey Silvera's Fashion Sluts 11 (1999)
- La Femme Chameleon (1999)
- Nasty Nymphos 26 (1999)
- Nasty Nymphos 27 (1999)
- Only the A-Hole 13 (1999)
- Please 3: The Asian Manifest (1999)
- Pornoflick (1999)
- Poser (II) (1999)
- Pussyman's Bloopers And Practical Jokes (1999)
- Rough Sex 1 (1999)
- Rough Sex 2 (1999)
- S.I.D.S. 1 (1999)
- Seduction of Rebecca Lord (1999)
- Serenity In Denim (1999)
- Sexual Overdrive (1999)
- Sluts Butts and Housewives 1 (1999)
- Sodomania 28 (1999)
- Sodomania: Director's Cut Classics 1 (1999)
- Sodomania: Director's Cut Classics 2 (1999)
- Tushy Anyone (1999)
- Voyeur's Favorite Blowjobs And Anals 3 (1999)
- Weekend Warriors (1999)
- Barely Legal 4 (2000)
- Best Friends (2000)
- Best of the Vivid Girls 30 (2000)
- Bring 'um Young 1 (2000)
- Bring 'um Young 2 (2000)
- Cum Shots 2 (2000)
- Cum Sucking Whore Named Adriana Sage (2000)
- Dirty Little Sex Brats 10 (2000)
- Dirty Little Sex Brats 11 (2000)
- Dirty Little Sex Brats 14 (2000)
- Down the Hatch 3 (2000)
- Down the Hatch 4 (2000)
- Down the Hatch 5 (2000)
- Ecstasy Girls 1 (2000)
- Ethnic Cheerleader Search 4 (2000)
- Freshman Fantasies 26 (2000)
- Freshman Fantasies 27 (2000)
- Fuck 'em All 3 (2000)
- Gangbang Auditions 5 (2000)
- Gangbang Girl 27 (2000)
- Goo Gallery 1 (2000)
- Hayride Honeys (2000)
- Initiations 2 (2000)
- Initiations 3 (2000)
- Initiations 4 (2000)
- Kiss of the Black Widow (2000)
- Lick My Legs (2000)
- Looker 2: Femme Fatale (2000)
- Marilyn Whips Wall Street (2000)
- Motel Sex (2000)
- Nasty Nymphos 28 (2000)
- Nasty Nymphos 29 (2000)
- Nice Rack 4 (2000)
- Nice Rack 6 (2000)
- Only the A-Hole 17 (2000)
- Only the A-Hole 18 (2000)
- Oral Consumption 2 (2000)
- Pure Bliss (2000)
- Red Scarlet (2000)
- Sex Offenders 10 (2000)
- Sexual Healing (2000)
- Shades of Sex 1 (2000)
- Skin Deep (2000)
- Straight A Students 1 (2000)
- Straight A Students 2 (2000)
- Straight A Students 3 (2000)
- Submissive Little Sluts 2 (2000)
- Submissive Little Sluts 3 (2000)
- Submissive Little Sluts 4 (2000)
- Submissive Little Sluts 5 (2000)
- Taboo Of Tarot (2000)
- Tingle (2000)
- Toe Story (2000)
- Totally Tiffany (2000)
- Touch of Silk (2000)
- Un-natural Sex 1 (2000)
- Voyeur's Favorite Blowjobs And Anals 4 (2000)
- Welcum to Chloeville 2 (2000)
- Wet Dreams 7 (2000)
- Witch's Tail (2000)
- Asses Galore 16 (2001)
- Balls Deep 3 (2001)
- Beach Bitches (2001)
- Beverly Hills Pool Party (2001)
- Bring 'um Young 4 (2001)
- Bring 'um Young 5 (2001)
- Bring 'um Young 6 (2001)
- Bring 'um Young 7 (2001)
- Cream of the Crop (2001)
- Deep Inside Racquel Darrian (2001)
- Down the Hatch 6 (2001)
- Down the Hatch 7 (2001)
- Fuck Pigs 5 (2001)
- Gangbang Auditions 6 (2001)
- Gangbang Auditions 7 (2001)
- Gangbang Girl 28 (2001)
- Gangbang Girl 29 (2001)
- Gangbang Girl 31 (2001)
- Gangland White Boy Stomp 8 (2001)
- Lexus: Up Close and Personal (2001)
- Lost Angel (2001)
- Mouth Wide Open (2001)
- Nasty Nymphos 30 (2001)
- Nasty Nymphos 31 (2001)
- Nasty Nymphos 32 (2001)
- Nikki Tyler: Extreme Close Up (2001)
- On The Ropes (2001)
- Oral Consumption 3 (2001)
- Oral Consumption 4 (2001)
- Parental Advisory (2001)
- Stacked Deck (2001)
- Submissive Little Sluts 11 (2001)
- Teen Tryouts Audition 8 (2001)
- Teen Tryouts Audition 9 (2001)
- Threesome (2001)
- Un-natural Sex 2 (2001)
- Un-natural Sex 3 (2001)
- Un-natural Sex 4 (2001)
- Un-natural Sex 5 (2001)
- Un-natural Sex 6 (2001)
- Valley of the Valets (2001)
- Voices (2001)
- World Sex Tour 24 (2001)
- World Sex Tour 25 (2001)
- Balls Deep 6 (2002)
- Breakin' 'Em In 2 (2002)
- Bring 'um Young 10 (2002)
- Bring 'um Young 11 (2002)
- Bring 'um Young 12 (2002)
- Bring 'um Young 8 (2002)
- Bring 'um Young 9 (2002)
- Cum Dumpsters 1 (2002)
- Cum Sucking Whore Named Kacey (2002)
- Deep Inside Christy Canyon (2002)
- Down the Hatch 8 (2002)
- Down the Hatch 9 (2002)
- Ecstasy Girls Platinum 3 (2002)
- Firebox (2002)
- Gangbang Girl 33 (2002)
- Gangland White Boy Stomp 13 (2002)
- Gangland White Boy Stomp 9 (2002)
- Initiations 10 (2002)
- Initiations 11 (2002)
- Initiations 12 (2002)
- Initiations 9 (2002)
- Lewd Conduct 14 (2002)
- Nasty Nymphos 35 (2002)
- Nice Rack 10 (2002)
- Nice Rack 9 (2002)
- Oral Consumption 5 (2002)
- Return of the Cheerleader Nurses (new) (2002)
- Spring Chickens 1 (2002)
- Spring Chickens 2 (2002)
- Spring Chickens 3 (2002)
- Straight To The A 2 (2002)
- Sweet Cheeks 1 (2002)
- Teen Nights (2002)
- Teen Tryouts Audition 19 (2002)
- Tits and Ass 2 (2002)
- Women of Color 4 (2002)
- World Sex Tour 26 (2002)
- World Sex Tour 27 (2002)
- 10 Magnificent Blondes (2003)
- 18 and Eager for Anal (2003)
- 2 on 1 15 (2003)
- A2M 1 (2003)
- Absolutely Sarah Young (2003)
- Anal Teen Tryouts 1 (2003)
- Anal Teen Tryouts 2 (2003)
- Ass Brand New 1 (2003)
- Ass Cleavage 2 (2003)
- Ass Cream Pies 1 (2003)
- Ass Cream Pies 2 (2003)
- Black Bastard 2 (2003)
- Blow Me Sandwich 2 (2003)
- Blow Me Sandwich 3 (2003)
- Bottom Feeders 10 (2003)
- Bottom Feeders 7 (2003)
- Bottom Feeders 8 (2003)
- Bring 'um Young 14 (2003)
- Butt Cream Pie 1 (2003)
- Butt Cream Pie 2 (2003)
- Butt Cream Pie 3 (2003)
- California Creamin (2003)
- Cum Filled Throats 5 (2003)
- Cum Sucking Whore Named Judy Star (2003)
- Cum Sucking Whore Named Kimberly (2003)
- Deep Inside Sunset Thomas (2003)
- Deep Oral Teens 10 (2003)
- Donna dei sogni (2003)
- Double Decker Sandwich 1 (2003)
- Double Filled Cream Teens 1 (2003)
- Double Stuffed 1 (2003)
- Down the Hatch 10 (2003)
- Early Entries 1 (2003)
- Gangland White Boy Stomp 14 (2003)
- Grand Theft Anal 2 (2003)
- Internal Cumbustion 2 (2003)
- Internal Cumbustion 3 (2003)
- Jenna Jameson's Wicked Anthology 1 (2003)
- Just Over Eighteen 9 (2003)
- No Cum Dodging Allowed 1 (2003)
- No Cum Dodging Allowed 2 (2003)
- No Holes Barred 1 (2003)
- Ripe 'n Ready 1 (2003)
- Ripe 'n Ready 2 (2003)
- Ripe 'n Ready 3 (2003)
- School of Cock (2003)
- Spring Chickens 4 (2003)
- Spring Chickens 5 (2003)
- Swedish Erotica 4Hr 12 (2003)
- Swedish Erotica 4Hr 18 (2003)
- Swedish Erotica 4Hr 24 (2003)
- Swedish Erotica 4Hr 25 (2003)
- Teen Tryouts Audition 22 (2003)
- Teen Tryouts Audition 25 (2003)
- Teen Tryouts Audition 26 (2003)
- Teen Tryouts Audition 29 (2003)
- Teen Tryouts Audition 30 (2003)
- Temptation (2003)
- Tight and Asian 2 (2003)
- Tight and Asian 3 (2003)
- Tight and Asian 4 (2003)
- Warning I Fuck On The First Date 1 (2003)
- Who's Your Daddy 2 (2003)
- Who's Your Daddy 3 (2003)
- World Sex Tour 29 (2003)
- 1 in the Pink 1 in the Stink 5 (2004)
- 18 Year Old Pussy 1 (2004)
- 18 Year Old Pussy 2 (2004)
- 5 Star Chasey (2004)
- Anal Teen Tryouts 3 (2004)
- Anal Teen Tryouts 4 (2004)
- Apprentass 1 (2004)
- Asian POV 2 (2004)
- Ass Slaves 2 (2004)
- Ass Watcher 1 (2004)
- Assault That Ass 4 (2004)
- Bring 'um Young 16 (2004)
- Butt Cream Pie 4 (2004)
- Cream Pie Initiations 1 (2004)
- Cream Pie Initiations 2 (2004)
- Cum Drippers 7 (2004)
- Cum Fart Cocktails 1 (2004)
- Cum Filled Throats 4 (2004)
- Cum Glazed 1 (2004)
- Cum Glazed 2 (2004)
- Cum in My Mouth I'll Spit It Back in Yours 1 (2004)
- Double Impact 1 (2004)
- Elastic Assholes 2 (2004)
- Golden Age of Porn: Aja (2004)
- Krystal Steal Show (2004)
- Latin Teen Tryouts 1 (2004)
- Lingerie 3 (2004)
- My First POV (2004)
- No Cum Dodging Allowed 3 (2004)
- No Cum Dodging Allowed 4 (2004)
- Pretty Pussy (2004)
- Real Nikki Tyler, The (2004)
- Swallow My Pride 4 (2004)
- Teen Tryouts Audition 31 (2004)
- Teenage Spermaholics 1 (2004)
- Teenage Spermaholics 2 (2004)
- Three Splooges (2004)
- Throat Bangers 4 (2004)
- Tight and Asian 5 (2004)
- Tits and Ass 7 (2004)
- Young and Thirsty (2004)
- Young Ripe Mellons 6 (2004)
- 1 in the Pink 1 in the Stink 7 (2005)
- All-time Best Cream Pie (2005)
- American Cocksuckers (2005)
- Anal Showdown (2005)
- Ariana is a Filthy Fucking Cum Artist (2005)
- Ass Fukt 1 (2005)
- Barely Legal 51 (2005)
- Barely Legal Corrupted 2 (2005)
- Bent Over Bitches (2005)
- Best of Anal Teen Tryouts (2005)
- Big Tits MILFS (2005)
- Boobaholics Anonymous 1 (2005)
- Cream Filled Ass Pies (2005)
- Creamy Ass Pies (2005)
- Cum Drippers 8 (2005)
- Cum Filled Asshole Overload 2 (2005)
- Cum Glazed 3 (2005)
- Cum Glazed 4 (2005)
- Cum In My Ass Not In My Mouth 4 (2005)
- Cum Sucking Whore Named Belladonna (2005)
- Dirty Birds (2005)
- Doggy Style (2005)
- Fresh Meat 19 (2005)
- Interracial Anal Cream Pie 2 (2005)
- Jack's Teen America 11 (2005)
- Jailbait 1 (2005)
- Jailbait 2 (2005)
- Jon Dough's All Time Favorite Titties (2005)
- Jon Dough's Favorite Blow Jobs (2005)
- Jon Dough's Favorite Blow Jobs And Anals (2005)
- Just Another Whore 1 (2005)
- Miami Pink (2005)
- My Second POV: Turning Japanese (2005)
- My Third POV: My Lucky Day (2005)
- No Cum Dodging Allowed 5 (2005)
- No Cum Dodging Allowed 6 (2005)
- One In Every Hole 1 (2005)
- Semen Sippers 4 (2005)
- Sex And Groping (2005)
- She Swallows (2005)
- Tear Me A New One 1 (2005)
- Teen Fuck Holes 2 (2005)
- Teen Idol 3 (2005)
- Teenage Spermaholics 3 (2005)
- Teenage Spermaholics 4 (2005)
- Thirsty Girls (2005)
- Ukrainian Cocksuckers (2005)
- Voyeur 30 (2005)
- Xtreme Measures (2005)
- Young Ripe Mellons 7 (2005)
- Young Tight Latinas 9 (2005)
- Breast Obsessed (2006)
- Car Wash Angels: Wet 'n Wild (2006)
- China Vagina (2006)
- Chow My Putang (2006)
- Crack Her Jack 5 (2006)
- Dirt Pipe Milkshakes 1 (2006)
- Down With the Brown (2006)
- Gauntlet 1 (2006)
- Golden Age of Porn: Jeanna Fine (2006)
- Meat Holes 7 (2006)
- Meat Holes 8 (2006)
- Oral Support (2006)
- Sperm Receptacles 2 (2006)
- Tear Me A New One 3 (2006)
- Teenage Spermaholics 5 (2006)
- Terrible Teens 3 (2006)
- This Butt's 4 U 1 (2006)
- What Happens in Christy Stays in Christy (2006)
- XXX Bra Busters in the 1980's 2 (2006)
- Young Cum Lovers 2 (2006)
- Art Of The Cumfart 1 (2007)
- Best of Gangbang Auditions (2007)
- Blonde Legends (2007)
- Cum Sucking Whore Named Monica Sweetheart (2007)
- Face Sprayers 2 (2007)
- Face Sprayers 5 (2007)
- Frankencock (2007)
- Samantha Strong Collection (2007)
- Swedish Erotica 106 (2007)
- Swedish Erotica 108 (2007)
- Swedish Erotica 130 (2007)
- World Cups (2007)
- Best of Nina Hartley (2008)
- Cum Lovers (2008)
- Teen Cuisine Too (2008)
- Art Of The Cumfart 2 (2009)
- D.P. That White Pussy 4 (2009)
- DP Me Please (2009)
- MILF Madness 2 (2009)
- Teenage All Stars (2009)
- All-Star Overdose (2010)
- Debi Diamond: The Nasty Years (2010)
- Mike John's Sperm Overload 3 (2010)
- Pornstars In The Making (2010)
- Sasha Grey and Friends 1 (2011)
- Nina Loves Ron (2012)
- True History of Fashion Sluts (2012)
- Take It To The Base (2013)

### Regista
- Geriatric Park (1994)
- Attitude (1995)
- Dirty Stories 1 (1995)
- Dirty Stories 2 (1995)
- Dirty Stories 3 (1995)
- Dirty Stories 4 (1996)
- Dirty Stories 5 (1996)
- Freshness Counts 1 (1996)
- In Cold Sweat (1996)
- Hustler Love Letters 1 (1997)
- Sin-a-matic (1997)
- Sin-a-matic 2: Big Island Style (1997)
- Sin-a-matic 3 (1997)
- Thirty One Girl Pickup (1997)
- World's Luckiest Man (1997)
- Freak (1998)
- Hustler Love Letters 2 (1998)
- Sin-a-matic 4 (1998)
- Wack 'em (1998)
- Bring 'um Young 1 (2000)
- Bring 'um Young 2 (2000)
- Bring 'um Young 3 (2000)
- Un-natural Sex 1 (2000)
- Bring 'um Young 4 (2001)
- Bring 'um Young 5 (2001)
- Bring 'um Young 6 (2001)
- Bring 'um Young 7 (2001)
- Un-natural Sex 2 (2001)
- Un-natural Sex 3 (2001)
- Un-natural Sex 4 (2001)
- Un-natural Sex 5 (2001)
- Un-natural Sex 6 (2001)
- Bring 'um Young 10 (2002)
- Bring 'um Young 11 (2002)
- Bring 'um Young 12 (2002)
- Bring 'um Young 8 (2002)
- Bring 'um Young 9 (2002)
- Nice Rack 10 (2002)
- Nice Rack 9 (2002)
- Spring Chickens 1 (2002)
- Spring Chickens 2 (2002)
- Spring Chickens 3 (2002)
- Ass Cream Pies 1 (2003)
- Ass Cream Pies 2 (2003)
- Ass Cream Pies 3 (2003)
- Bring 'um Young 14 (2003)
- Butt Cream Pie 1 (2003)
- Butt Cream Pie 2 (2003)
- Butt Cream Pie 3 (2003)
- Ripe 'n Ready 1 (2003)
- Ripe 'n Ready 2 (2003)
- Ripe 'n Ready 3 (2003)
- Spring Chickens 4 (2003)
- Spring Chickens 5 (2003)
- Black Boned 1 (2004)
- Bring 'um Young 16 (2004)
- Butt Cream Pie 4 (2004)
- Cream Pie Initiations 1 (2004)
- Cream Pie Initiations 2 (2004)
- My First POV (2004)
- Pretty Pussy (2004)
- Young and Thirsty (2004)
- American Cocksuckers (2005)
- Black Boned 2 (2005)
- Bring 'um Young 18 (2005)
- Cream Filled Ass Pies (2005)
- Hungarian Cocksuckers (2005)
- My Second POV: Turning Japanese (2005)
- My Third POV: My Lucky Day (2005)
- She Swallows (2005)
- Ukrainian Cocksuckers (2005)